# Устилугская городская община
Устилугская городская община (укр. Устилузька міська громада) — территориальная община во Владимирском районе Волынской области Украины.
Административный центр — город Устилуг.
Население составляет 8218 человек. Площадь — 423,7 км².
В соответствии с распоряжением Кабинета Министров Украины от 12 июня 2020 года, в состав общины вошла территория Устилугского городского совета, а также Зарянского, Лудинского, Микитичевского, Пятидневского, Рогожанского, Стенжаричевского и Хотячовского сельских советов Владимир-Волынского района.

## Населённые пункты
В состав общины входят 1 город и 25 сёл:
- Город Устилуг
  - Выдранка
  - Залужье
  - Тростянка
- Зарянский старостинский округ:
  - Ворчин
  - Заря
  - Селиски
- Лудинский старостинский округ:
  - Амбуков
  - Лудин
  - Ракитница
  - Черников
- Микитичевский старостинский округ:
  - Кладнов
  - Корытница
  - Никитичи
  - Новины
- Пятидневский старостинский округ:
  - Пятидни
  - Хрипаличи
- Рогожанский старостинский округ:
  - Изов
  - Рогожаны
- Стенжаричевский старостинский округ:
  - Заболотье
  - Полумяное
  - Стенжаричи
  - Туровка
- Хотячовский старостинский округ:
  - Дарницкое
  - Русов
  - Хотячов